# Dicranomyia bioculata
Dicranomyia bioculata är en tvåvingeart som först beskrevs av de Meijere 1916.  Dicranomyia bioculata ingår i släktet Dicranomyia och familjen småharkrankar. Inga underarter finns listade i Catalogue of Life.